# سیارا ماگین
سیارا ماگین (انگلیسی: Ciara Mageean؛ زادهٔ ۱۲ مارس ۱۹۹۲) ورزشکار دو و میدانی اهل جمهوری ایرلند است.
از باشگاه‌هایی که در آن حضور داشته‌است می‌توان به کالج دانشگاهی دوبلین اشاره کرد.
وی در مسابقات کشوری و بین‌المللی در مجموع برندهٔ ۱ مدال برنز شده‌است.